# 飛葉樂團
飛葉樂團（Flyleaf）成立於2000年，是一組來自美國德州Belton 和Temple 的搖滾樂團。2003年起，他們在全美各地表演。2005年發行首張同名專輯，打開知名度。2006年3月，樂團在雅虎線上投票中勝出，成為雅虎音樂「Who's Next」，並在2007年12月24日成為MTV本週之星。

## 樂團歷史
最初，Lacey Mosley 與 James Culpepper 兩人一同合作，之後吉他手 Jared Hartmann 和 Sameer Bhattacharya 加入。Mosley 說：「Sameer 和 Jaredy 在旋律和效果器的使用上非常有實驗性。我們有著不同的特色，而同樣的熱情和充滿希望的心將我們結合在一起，激出這美妙的感覺。很神奇。」 貝斯手 Pat Seals 在離開 The Grove 後，於2000年加入。
最初樂團團名為 Passerby。他們發行了三張EP，並在德州演唱超過100場。2004年，Passerby 到紐約向 RCA Records 爭取機會。RCA 最終未簽下他們，但 Octone Records 董事長對他們十分有興趣，私下邀請他們前去試唱。他們在卡車上等 Octone 的電話等了兩天。 最後樂團終於成功簽下合約，唱片公司也在2004年1月7日於網站上宣布這件消息。
2004年3月，樂團前往西雅圖錄製EP。之後，他們與瘋狂班哲明、史丹樂團和關門樂團一同巡迴，宣傳他們的同名EP。10月，同名EP發行，並推出第一支單曲《Breathe Today》和音樂錄影帶。
2005年，飛葉樂團錄製第一張同名專輯，由Howard Benson擔任製作人。2005年10月4日，同名專輯發行。在專輯中與樂團合作的音樂人包括 Jane's Addiction 的 Dave Navarro 和 Resident Hero 的 Ryan White。專輯裡第一張主流單曲是《I'm So Sick》，之後還推出了《Fully Alive》、《All Around Me》和〈There For You〉等單曲。《Perfect》在2007年年底於基督教廣播電台播放。另外還推出《Sorrow》音樂錄影帶。
2006年夏天，樂團登上「Family Values Tour 2006」主舞台。同年下半年，他們與騷動樂團、石頭橘子和失焦樂團一同參加「Music As A Weapon III Tour」巡迴。樂團推出只在巡迴演唱會上發售的限定EP《Music As A Weapon》，收錄了《Fully Alive》的 acoustic 版本和三首之前未發行的歌曲：《Much Like Falling》、《Justice And Mercy》和《Christmas Song》（《Much Like Falling》和《Justice And Mercy》之後收錄在《Much Like Falling》EP中）。樂團將EP一部分的收入捐給世界展望會。
2007年，飛葉樂團與寬限三日一同巡迴，並前往澳洲參加「Australian Soundwave Festival」，也與石頭橘子和 Forever Never 前往歐洲開唱。2007年春天，飛葉樂團展開「Justice & Mercy Tour」，一起參與第一站的樂團有 Skillet 和 Dropping Daylight。第二站的樂團則有 Sick Puppies、Kill Hannah和 Resident Hero。飛葉樂團也參加了2007年的「Family Values Tour。 《I'm So Sick》的音樂錄影帶短暫出現在2007年電影《終極警探4.0》中，而《I'm So Sick》的混音版也收錄在《惡靈古堡3：大滅絕》電影原聲帶中。
飛葉樂團也在電玩遊戲《吉他英雄3》發表新歌曲《Tina》。另外《I'm So Sick》也被收錄在另一音樂遊戲《Rock Band》中。
10月30日，樂團推出數位EP《Much Like Falling》。收錄《Much Like Falling》、《Supernatural》的acoustic版本、《Tina》和《Justice and Mercy》。
2008年4月26日，樂團在MTV2推出第四支音樂錄影帶《Sorrow》。 他們在春天與騷動者樂團一同巡迴，但因 Lacey Mosley 的聲音問題而取消五場表演。目前團員們正在休息並準備錄製新專輯。他們希望能在1月開始錄製專輯。
他們也為電影《聖誕夜驚魂》的翻唱專輯《Nightmare Revisited》獻唱了一首歌曲《What's This?》。

## 基督信仰
五位團員都是基督徒， 因此信仰影響了他們的音樂，但主唱Lacey Mosley不認為因此讓飛葉樂團成為一個嚴格的基督樂團。「我們都有相同信仰。所以當我們處理有關『基督樂團的事』時，我們就想到花錢找死曾說過的，類似於：『如果你是基督徒，信仰會影響你生命中的一切。所以如果你是水管工人，那你會變成基督徒水管工人嗎？』」 
Mosley說：「我不知道答案。我們是個樂團，信仰是我們的一部分，所以會出現在我們的音樂中，而且也是我們的動力來源。信仰救了我一命，所以我不會對於這件事感到羞愧。我們的作品幾乎都反映出這件事。」
他們的音樂也成功打進主流和基督教市場。比如說，《I'm So Sick》收錄在受歡迎的音樂遊戲《ROCK BAND》。《Perfect》收錄在基督教音樂遊戲《Guitar Praise》中。

## 樂團成員

### 目前成員
- Sameer Bhattacharya – 吉他 （2002至今）
- Jared Hartmann – 吉他　（2002至今）
- Pat Seals – 貝斯 （2002至今）
- James Culpepper – 鼓 （2002至今）

### 過去成員
- Kristen May – 主唱 （2012～2016）
- Lacey Mosley – 主唱 （2002～2012）

## 外部連結
- 官方網站 （页面存档备份，存于）
- Passerby Army - 飛葉樂團歌迷官方網站
- 飛葉樂團Online （页面存档备份，存于）
- Flyleaf的MySpace主頁
- 官方YouTube頻道 （页面存档备份，存于）

| 發行日期       | 標題                       |
| -------------- | -------------------------- |
| 2004年10月26日 | 《同名EP》                 |
| 2005年10月4日  | 《同名專輯》               |
| 2007年10月30日 | 《Much Like Falling》(EP)  |
| 2009年11月     | 《Memento Mori》(專輯)     |
| 2012年         | 《New Horizons》(專輯)     |
| 2014年         | 《Between The Star》(專輯) |